# Pooja Sihag
Pooja Sihag (ur. 17 lipca 1997) – indyjska zapaśniczka walcząca w stylu wolnym. Ósma na mistrzostwach świata w 2017. Trzecia na mistrzostwach Azji w 2021. Brązowa medalistka igrzysk wspólnoty narodów w 2022. Druga na mistrzostwach Wspólnoty Narodów w 2017. 
Wicemistrzyni Azji U-23 w 2019; juniorów w 2016 i trzecia w 2014, 2015 i 2017 roku.